# Liniowa nierówność macierzowa
Liniowa nierówność macierzowa (ang. linear matrix inequality, LMI) – termin stosowany w teorii sterowania i optymalizacji.

## Definicja
W optymalizacji wypukłej liniowa nierówność macierzowa dana jest następującym wyrażeniem:
{\displaystyle \operatorname {LMI} (y):=A_{0}+y_{1}A_{1}+y_{2}A_{2}+\ldots +y_{m}A_{m}\geqslant 0,}
gdzie:
- {\displaystyle y=[y_{i}\,,~i\!=\!1,\dots ,m]} jest wektorem liczb rzeczywistych,
- {\displaystyle A_{0},A_{1},A_{2},\dots ,A_{m}} o wymiarach {\displaystyle n\times n} są macierzami symetrycznymi {\displaystyle \mathbb {S} ^{n},}
- {\displaystyle B\geqslant 0} to uogólniona nierówność, która oznacza, że {\displaystyle B} jest macierzą półokreśloną dodatnio należącą do stożka półokreślonego dodatnio {\displaystyle \mathbb {S} _{+}} w podprzestrzeni macierzy symetrycznych {\displaystyle \mathbb {S} .}

Liniowa nierówność macierzowa określa ograniczenia wypukłe na {\displaystyle y.}

## Zastosowania
Istnieją efektywne metody numeryczne pozwalające na określenie czy liniowa nierówność macierzowa jest dopuszczalna (to znaczy czy istnieje taki wektor {\displaystyle y,} że {\displaystyle LMI(y)\geqslant 0}) albo dające rozwiązanie problemu optymalizacji wypukłej z ograniczeniami dla liniowej nierówności macierzowej.
Wiele problemów optymalizacji w teorii sterowania, identyfikacji układów i przetwarzaniu sygnałów można sformułować z wykorzystaniem liniowej nierówności macierzowej. Nierówności te znajdują również zastosowanie w wielomianach będących sumą kwadratów. Prototypiczne prymalne i dualne programowanie półokreślone stanowi minimalizację rzeczywistej funkcji liniowej podlegającą odpowiednio prymalnemu i dualnemu stożkowi wypukłemu, który określa te nierównościami.

## Rozwiązywanie liniowych nierówności macierzowych
Największe osiągnięcia optymalizacji wypukłej związane są z wprowadzeniem metod punktu wewnętrznego. Metody te, rozwinięte w szeregu publikacji, stały się przedmiotem zainteresowania w kontekście problemów LMI.